# Juan Manuel Alejandrez
Juan Manuel Alejándrez Rodríguez (17 de maio de 1944 — 6 de janeiro de 2007) foi um futebolista mexicano que jogava como lateral-direito. Ele jogou pela Seleção Mexicana a Copa do Mundo de 1970.

## Biografia
Ele é lembrado principalmente com a camisa do Cruz Azul, clube com a qual ganhou dois títulos. Ele sempre atuou como lateral-direito e sua principal característica era o poderoso chute de médio alcance.
Manuel Alejándrez é lembrado também por ter se envolvido em um acidente durante um treino antes da Copa do Mundo de 1970, com o meia do Chivas, Alberto Onofre. O acidente fez com que Onofre rasgasse a tíbia e a fíbula de sua perna esquerda.
Juan Manuel Alejándrez morreu aos 62 anos de idade, em conseqüência de uma doença estomacal que sofreu desde 2003 e que piorou até a sua morte.